# أفلام المتعنترين

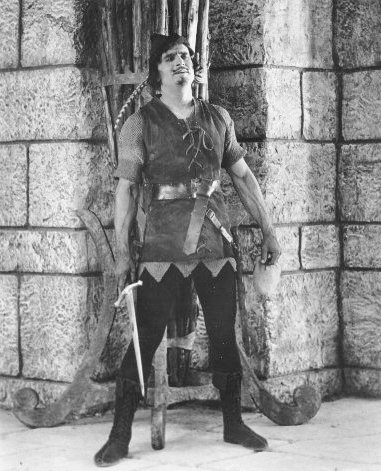
دوجلاس فيربانكس بدور روبن هود، 1922

تعد أفلام المعنترين أو الشخصيات العنترية هي نوعًا فرعيًا من أفلام الحركة وغالبًا ما تتميز بشخصيات بطولية ومغامرة ومقاتلة بالسيف، تُعرف باسم المتعنترون. غالبًا ما تظهر الأحداث التاريخية الحقيقية بشكل بارز في الحبكة، والأخلاق غالبًا ما تكون واضحة، والشخصيات البطولية بطولية بوضوح وحتى الأشرار يميلون إلى امتلاك ميثاق شرف (على الرغم من أن هذا ليس هو الحال دائمًا). غالبًا ما تكون هناك فتاة في محنة وعنصر رومانسي.

## تاريخ
منذ ظهور السينما مباشرة كان العصر الصامت مليئًا بالمتعاليين. أشهرها كانت أفلام دوجلاس فيربانكس، مثل The Mark of Zorro (1920)، التي حددت هذا النوع. جاءت القصص من روايات الأزياء الرومانسية، ولا سيما روايات ألكسندر دوما ورافائيل ساباتيني. كانت الموسيقى المنتصرة والمثيرة أيضًا جزءًا مهمًا من الصيغة. كانت هناك ثلاث دورات رائعة من أفلام المتعجرفين: فترة دوجلاس فيربانكس من 1920 إلى 1929 ؛ فترة إرول فلين من عام 1935 إلى عام 1941 ؛ وفترة في الخمسينيات بشرت بها أفلام، بما في ذلك Ivanhoe (1952) و The Master of Ballantrae (1953)، وشعبية المسلسل التلفزيوني البريطاني مغامرات روبن هود (1955 – 1959). أعادت تعديلات Dumas لريتشارد ليستر إحياء هذا النوع في السبعينيات.

## المتعنترون
نشأ مصطلح «المتنعنتر» من المقاتلين الصاخبين الذين حملوا سيفًا ورسوًا (الترس هو درع صغير). كانت كلمة "Swashbuckler" بمثابة إخماد، تُستخدم للإشارة إلى مبارز فقير يغطي افتقاره إلى المهارة بالضوضاء والمفاخرة والصخب. الروايات، ثم هوليوود، غيّرت دلالة الكلمة لجعل المتعجرف يعني المتكلم بصوت عالٍ ولكنه مفاخر، وبطل الحبكة.
يصف جيفري ريتشاردز هذا النوع بأنه منمق للغاية. البطل هو الشخص الذي «يحافظ على مستوى لائق من السلوك، ويحارب من أجل King and Country، ويؤمن بالحقيقة والعدالة، ويدافع عن شرف السيدة». القيم هي تلك الخاصة بالفارس، وبالتالي فإن الإعداد بشكل عام هو القرن الحادي عشر إلى القرن التاسع عشر.

## المبارزات
كانت المبارزة دائمًا الدعامة الأساسية لهذا النوع، وغالبًا ما كانت المبارزة الدرامية جزءًا محوريًا من القصة. لا يوجد مكان آخر يتجلى فيه لعب السيف أكثر من فيلم المتعجرفين. ومن بين مدربي المبارزة المشهورين هنري أويتنهوف وفريد كافينز وجان هيرمانز ورالف فولكنر وبوب أندرسون. كان لديهم جميعًا مهن إضافية طويلة في المبارزة الرياضية.

## أعمال فنية

### التلفاز
تابع التلفزيون الأفلام، وأنتج المسلسل التلفزيوني البريطاني مغامرات روبن هود 143 حلقة بحلول عام 1959 وحقق نجاحًا باهرًا في كل من المملكة المتحدة والولايات المتحدة.
كان الإنتاج التلفزيوني البريطاني في هذا النوع غزير الإنتاج، ويتضمن The Buccaneers (1956-1957)، مغامرات السير لانسلوت (1956-1957)، سيف الحرية (1958)، مغامرات ويليام تيل (1958)، مغامرات القرمزي بيمبيرنيل (ITV، 1956)، وكونت مونتي كريستو (ITV، 1956) ومركز التجارة الدولية (ITV، 1956) وجورج كينج جاي كافاليير (ITV، 1957)، كوينتين دوروارد (استوديو كانال، 1971)، روبن شيروود (ITV، 1984 –1986) وشارب (ITV، منذ 1993).
أنتج التلفزيون الأمريكي سلسلتين من Zorro (1957 و 1990). بعد فيلم The Mask of Zorro (1998)، تم بث مسلسل تلفزيوني عن أنثى swashbuckler، ملكة السيوف، في عام 2000.
المسلسل التلفزيوني الإسباني Águila Roja (النسر الأحمر)، الذي تم بثه من عام 2009 إلى عام 2016، هو مثال على نوع swashbuckler.
أنتجت التلفزيونات الإيطالية والألمانية عدة سلاسل من Sandokan.